# Rüdiger Peuckert (Politiker)
Rüdiger Peuckert (* 25. Mai 1940 in Troppau; † 22. März 2014) war ein deutscher Politiker und von 1966 bis 1979 Bürgermeister von Eppingen im Landkreis Heilbronn im nördlichen Baden-Württemberg.

## Leben
Der erst 25-jährige Regierungsinspektor aus Mannheim musste sich gegen zwei Eppinger Kandidaten, den Stadtrat und Architekten Heinz Faller und den Stadtamtmann Herbert Dieffenbacher, durchsetzen. Bei einer Wahlbeteiligung von über 90 % erhielt am 5. Dezember 1965 Rüdiger Peuckert 1863 Stimmen und wurde bereits im ersten Wahlgang mit der absoluten Stimmenmehrheit zum Bürgermeister von Eppingen gewählt. Am 2. März 1966 trat der damals jüngste Bürgermeister Deutschlands sein Amt an.
Nach seiner achtjährigen Amtszeit wurde er am 1. Dezember 1973 ohne Gegenkandidaten, bei einer Wahlbeteiligung von 54 %, für weitere 12 Jahre gewählt. Am 13. November 1979 erklärte er in einer Gemeinderatssitzung wegen Arbeitsüberlastung – er hatte neben seinem Bürgermeisteramt drei private Alten- und Pflegeheime aufgebaut – seinen Rücktritt zum 31. Dezember 1979.
In seiner Amtszeit tätigte die Stadt Eppingen mit 125 Millionen DM für Gymnasium, Schulzentrum, Hallenbad, Stadthalle, Großsporthalle, Kläranlage und vieles andere mehr die größten Investitionen ihrer Geschichte. Die Eingemeindungen von sechs selbstständigen Gemeinden 1971/72 fielen ebenfalls in seine Amtszeit.
Rüdiger Peuckert war von 1971 bis 1973 Mitglied des Kreistages des Landkreises Sinsheim und danach des Landkreises Heilbronn. Seit 1978 war er Vorsitzender des Regionalverbandes Franken und seit 1973 der CDU-Fraktion im Kreistag. Von 1975 bis 1978 war Peuckert Kreisvorsitzender der CDU im Landkreis Heilbronn. Von 1994 bis 2005 gehörte er als Vorsitzender der FBW-Fraktion dem Eppinger Gemeinderat an.
Zuletzt betrieb Rüdiger Peuckert als geschäftsführender Gesellschafter der Seniorenstift Eppingen GmbH & Co. KG und als Geschäftsführer der Seniorenstift Eppingen Verwaltungs-GmbH vier Alten- und Pflegeheime in den Landkreisen Heilbronn und Karlsruhe. Rüdiger Peuckert starb am 22. März 2014.

## Auszeichnungen
- 1980: Bundesverdienstkreuz am Bande
- Wappenteller der Stadt Eppingen